# Open 13 2000 - Qualificazioni doppio
Le qualificazioni del doppio  dell'Open 13 2000 sono state un torneo di tennis preliminare per accedere alla fase finale della manifestazione. I vincitori dell'ultimo turno sono entrati di diritto nel tabellone principale. In caso di ritiro di uno o più giocatori aventi diritto a questi sono subentrati i lucky loser, ossia i giocatori che hanno perso nell'ultimo turno ma che avevano una classifica più alta rispetto agli altri partecipanti che avevano comunque perso nel turno finale.
Le qualificazioni del doppio del torneo Open 13 2000 prevedevano 4 coppie partecipanti di cui una è entrata nel tabellone principale.

## Teste di serie
1. Goran Ivanišević /  Ivan Ljubičić (primo turno)

1. Julien Boutter /  Lionel Roux (Qualificati)

## Qualificati
1. Julien Boutter  /   Lionel Roux

## Tabellone

### Legenda
| - Q = Qualificato - WC = Wild card - LL = Lucky loser | - ALT = Alternate - SE = Special Exempt - PR = Protected Ranking | - w/o = Walkover - r = Ritirato - d = Squalificato |

|  | Primo turno | Primo turno                          | Primo turno                          | Primo turno | Primo turno |  |  | Ultimo turno | Ultimo turno                   | Ultimo turno | Ultimo turno | Ultimo turno |  |
|  |             |                                      |                                      |             |             |  |  |              |                                |              |              |              |  |
|  |             | Nicolas Coutelot Rogier Wassen       | Nicolas Coutelot Rogier Wassen       | 6           | 6           |  |  |              |                                |              |              |              |  |
|  | 1           | Goran Ivanišević Ivan Ljubičić       | Goran Ivanišević Ivan Ljubičić       | 4           | 4           |  |  |              | Nicolas Coutelot Rogier Wassen | 6            | 3            | 4            |  |
|  | 2           | Julien Boutter Lionel Roux           | Julien Boutter Lionel Roux           | 6           | 6           |  |  | 2            | Julien Boutter Lionel Roux     | 3            | 6            | 6            |  |
|  |             | Thomas Johansson Andreas Vinciguerra | Thomas Johansson Andreas Vinciguerra | 2           | 4           |  |  |              |                                |              |              |              |  |